# Paulo José Pires Brandão

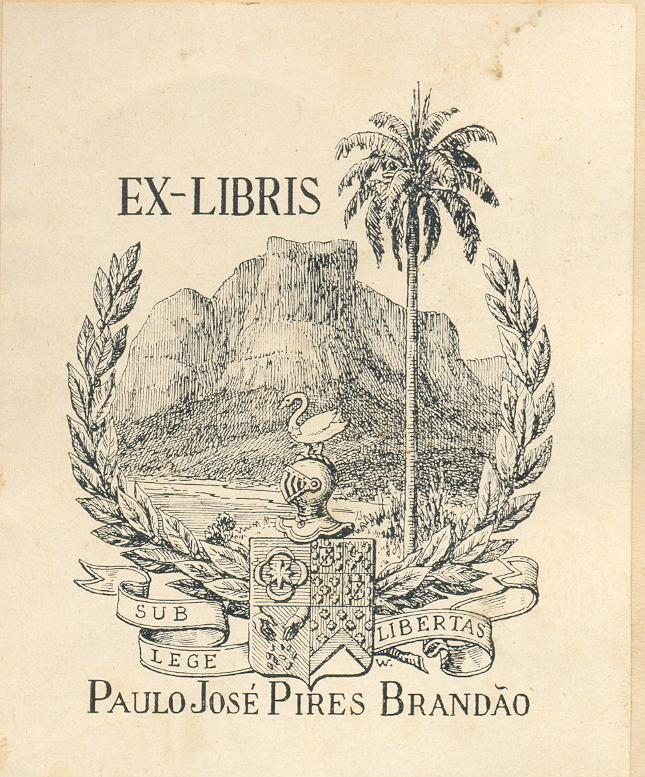
Ex-libris de José Paulo Pires Brandão

Paulo José Pires Brandão (Rio de Janeiro, 1884 — m. desc., 1953) foi um biógrafo, historiador, orador e jornalista brasileiro.

## Obras
- A Princesa D. Isabel a Redentora (1946)
- Caxias Conselheiro de Estado (1938)
- Primeiro Centenário do Conselheiro Antônio Ferreira Viana (1933)
- São Francisco de Assis (1933)
- Vultos do Meu Caminho (1935)